# Habsburg–Lotaringiai Henrik főherceg
Habsburg–Lotaringiai Henrik (németül Heinrich Anton Maria Rainer Karl Gregor von Österreich) (Milánó, 1828. május 9. – Bécs, 1891. november 30.) a Habsburg–Lotaringiai-házból származó osztrák főherceg, altábornagy.

## Élete

### Származása, testvérei
Henrik főherceg Milánóban, a Lombard–Velencei Királyság fővárosában született, 1828-ban. Édesapja a Habsburg–Lotaringiai-ház főágából származó Rainer József főherceg (1783–1853) volt, a Lombard–Velencei Királyság alkirálya, I. Ferenc osztrák császár öccse, Lipót toszkánai nagyhercegnek, a későbbi II. Lipót német-római császárnak, magyar és cseh királynak (1747-1792) és a Bourbon-házból való Mária Ludovika spanyol infánsnőnek (1745–1792) fia.
Édesanyja Savoyai Mária Erzsébet Franciska carignanói hercegnő (Maria Elisabetta Francesca di Savoia-Carignano, 1800–1856) volt, Károly Albert király húga, Károly Emánuel Ferdinánd carignanói herceg (1770–1800) és Mária Krisztina szász–kurlandi hercegnő (1779–1851) leánya. Nyolc testvér közül Henrik főherceg született hetedikként:
- Mária Karolina Auguszta főhercegnő (1821–1844), nem ment férjhez, fiatalon meghalt.
- Mária Adelheid Franciska főhercegnő (1822–1855), Maria Adelaida néven szárd–piemonti királyné, II. Viktor Emánuel szárd–piemonti király felesége.
- Lipót (Leopoldo) Lajos Maria Ferenc főherceg (1823–1898) altábornagy, altengernagy, nem nősült meg.
- Ernő (Ernesto) Károly Félix főherceg (1824–1899) altábornagy.
- Zsigmond (Sigismondo) Lipót Rainer (1826–1891) altábornagy, nem nősült meg.
- Rainer (Ranieri) Ferdinánd Mária főherceg (1827–1913) altábornagy, a Birodalmi Tanács (Reichsrat) elnöke, aki Mária Karolina Lujza Krisztina főhercegnőt (1825–1915) vette feleségül.
- Henrik (Enrico) Antal Mária főherceg (1828–1891), aki a polgári származású Leopoldine Hofmannt, a későbbi Waideck bárónőt vette feleségül (morganatikus házasságban).
- Miksa (Massimiliano) Károly Mária főherceg (1830–1839), gyermekként meghalt.

Több éven át a Károly főherceg nevét viselő 3. gyalogezred ezredese, majd a 14. gyalogezred parancsnoka volt. 1859-ben vezérőrnagyi rangban dandárparancsnok lett, 1863-ban altábornaggyá léptették elő. 1848-ban a 20 éves ifjú azzal vonta magára az uralkodó haragját, hogy levelet írt barátjának, melyben a rendszert bírálta. A levél nyilvánosságra került a herceg teljes aláírásával, Henriket a felelősségre vonástól csak Zsófia főhercegné közbenjárása mentette meg.

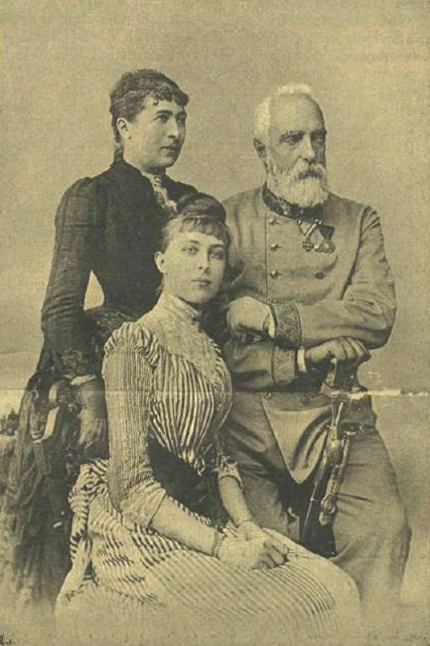
Henrik főherceg feleségével és leányával

### Kalandos házassága
1864-ben Grazban átvette egy hadosztály parancsnokságát. Ekkor ismerkedett meg Leopoldine Hofmannal (1842–1891), a városi színház egyik polgári származású színésznőjével. 1866-ban a porosz–osztrák–olasz háború kitörésekor kapcsolatuk megszakadt, mivel Henriket hadosztályparancsnokként a IX. hadtesthez osztották be, de a főherceg biztosította szerelmét komoly szándékairól. A háborút végigharcolta, többek között részt vett a custozzai csatában, amiért megkapta a katonai érdemkeresztet a hadi ékítménnyel. A háború után visszatért Grazba. Leopoldine Hoffmannhoz fűzódő viszonya nyílt titokká vált, ezért áthelyezték Brünnbe, ahol a 4. hadosztály parancsnokságával bízták meg. A főherceg ekkor Hütteldorfban (ma Bécs XIV. kerülete) lakó testvéréhez küldte kedvesét. Az esküvőre 2 évig kellett várniuk. 1868-ban a főherceg Bozenbe hívatta Leopoldine-t, ahol február 4-én, saját házi kápolnájában feleségül vette.
A rangon aluli (morganatikus) házasságot az udvar nem nézte jó szemmel. A főherceget lemondatták tiszti rangjáról, megvonták tőle a marosvásárhelyi 62. gyalogezred tulajdonosi címét. Megszüntették évi 40 000 forintos apanázsának folyósítását. Őt magát és feleségét is kitiltották a Monarchia területéről. A főherceg feleségével kis parasztbirtokot vásárolt a dél-tiroli Etsch folyó mentén, annak műveléséből éltek, meglehetősen szűkösen. Erről az időről Leopoldine egy 1871-ben barátnőjének címzett levelében így írt „ha visszaemlékezem a múltra, gyöngyéletnek tetszik előttem az az idő, mikor még 100 forintnyi havi díjért énekeltem, s hogy néha nagy lelki küzdelembe került elszánnom magam, vajon vegyek-e magamnak az elkopott cipő helyett újat?”
Száműzetésük 1874-ben ért véget, mikor Ferenc József magához hívatta Henriket és megbocsátott neki. Hamarosan visszakapta katonai rangját, majd 1875-ben az 51. gyalogezred tulajdonosává nevezték ki (a marosvásárhelyi 62. gyalogezred időközben más tulajdonost kapott). Főhercegi jövedelmét ismét folyósították számára. Családjával Bozenben telepedett le, a közélettől visszavonultan élt.
Feleségének, Leopoldinának először nemesi rangot adományoztak, majd 1878. január 5-én megkapta a Waideck bárónő címet, amelyet házasságukból született egyetlen leányuk, Maria Raineria (1872–1936) is örökölt.

### Halála
1891. november 21-én Henrik főherceg és családja részt vett IV. Ferdinánd toszkánai nagyherceg leányának, Lujza főhercegnőnek (1870–1947) és Frigyes Ágost szász trónörökösnek, a későbbi III. Frigyes Ágost királynak (1865–1932) Bécsben megtartott esküvőjén. Másnap, november 22-én előbb Leopoldina főhercegnét, majd 24-én Henrik főherceget is ágynak döntötte az influenza, melyből később mindkettejüknél tüdőgyulladás fejlődött ki. Leopoldina főhercegné november 29-én (49. születésnapján) halt bele a betegségbe, férje másnap, november 30-án követte őt.
A főhercegi párt a bozeni családi kriptába helyezték örök nyugalomra, Henrik főherceg édesapja, id. Rainer (József) főherceg mellé. Henrik egyik bátyja, Zsigmond főherceg a temetésen megfázott, és 1891 decemberében ő is belehalt a betegségbe.